# Clostridium estertheticum
Il Clostridium estertheticum  è una specie di batterio appartenente alla famiglia delle Clostridiaceae.